# Bulbophyllum coriscense
Espèce
Synonymes
- Bulbophyllum andongense Rchb.f.[2]
- Bulbophyllum brevidenticulatum De Wild.[2]
- Bulbophyllum coriscense Rchb.f.[2]
- Bulbophyllum vitiense Rolfe[2]
- Phyllorchis coriscensis (Rchb. f.) Kuntze[2]
- Phyllorkis coriscensis (Rchb.f.) Kuntze[2]

Bulbophyllum coriscense Rchb.f. est une espèce d'orchidées du genre Bulbophyllum.

## Distribution
L'espèce est présente au Cameroun, au Gabon et en Guinée équatoriale (Région continentale). Elle a en outre été introduite dans une serre à Yaoundé.

## Étymologie
Son épithète spécifique coriscense fait référence à Corisco, une île de Guinée équatoriale où elle a été observée.